# Вишневе (Бердичівський район)
Вишне́ве (до 1963 року — Велика Чернявка) — село в Україні, у Ружинській селищній територіальній громаді Бердичівського району Житомирської області. Чисельність населення становить 293 особи (2001). У 1923—59 роках та 1967—2020 роках — адміністративний центр колишньої однойменної сільської ради.

## Загальна інформація
Розташоване за 20 км західніше Ружина та за 6 км від залізничної станції Роставиця.

## Населення
У середині 19 століття в селі проживало 743 селян обох статей (435 православних та 308 римокатоликів). За довідником 1885 року в селі мешкала 331 особа, налічувалося 49 дворових господарства, наприкінці 19 століття — 1 280 осіб, з них 664 чоловіків та 616 жінок, дворів — 197, або 1 140 мешканців.
Відповідно до результатів перепису населення Російської імперії 1897 року, загальна кількість мешканців села становила 1 314 осіб, з них: православних — 891, римокатоликів — 407, чоловіків — 672, жінок — 642.
Відповідно до перепису населення СРСР 17 грудня 1926 року, чисельність населення становила 1 647 осіб, з них 800 чоловіків та 847 жінок; етнічний склад: українців — 1 635, росіян — 2, євреїв — 5, поляків — 5. Кількість домогосподарств — 369, з них несільського типу — 5.
На початок 1970-х років село мало 309 дворів із населенням 787 осіб.
Відповідно до результатів перепису населення СРСР, кількість населення, станом на 12 січня 1989 року, становила 388 осіб. Станом на 5 грудня 2001 року, відповідно до перепису населення України, кількість мешканців села становила 293 особи.

## Історія
Засноване наприкінці XVI століття, за іншими даними — 1625 року. У 1724 році збудовано дубову, з солом'яною покрівлею, церкву. У 1741 році було тут 30 дворів. Згадується у люстрації Київського воєводства 1754 року, належало великому коронному гетьманові Янові-Клеменсу Браницькому, сплачувало з 55 дворів 8 злотих і 17 грошів до замку та 34 злотих і 8 грошів до скарбу.
У середині 19 століття — село Бердичівського повіту Київської губернії. Лежало за 40 верст від Бердичева, на безіменному струмкові, що впадав до Роставиці, між селами Сестринівка та Мала Чернявка, на відстані 5 верст від кожного з них. В селі розміщувалася волосна управа, поліційне управління — у Махнівці. Належало Й. Ф. Куриловичу, римокатолику, який мав сина Антона, 1824 року народження. Землі в маєтку 1 882 десятини. Була церква, збудована з дерева у 1787 році, при ній землі 90 десятин з хутором. До парафії належало сільце Царівка.
За довідником 1885 року — колишнє власницьке село Чернявської (Мало-Чернявської) волості Бердичівського повіту Київської губернії. Лежало на річці Стовбій, були церковна парафія, заїзд, водяний млин.
Наприкінці 19 століття — власницьке село Мало-Чернявської волості Бердичівського повіту Київської губернії, на річці Самець (Стовбій). Відстань до повітового центру, м. Бердичів — 30 верст, до найближчої залізничної станції Раставиця, де розміщувалася також найближча телеграфна станція — 6 верст, до найближчої поштової казенної станції в Ружині — 15 верст, до найближчої поштової земської у Білопіллі — 10 верст. Основним заняттям мешканців було хліборобство, окремі селяни наймалися на залізницю та прислугою у містах. У селі числилося 1 546 десятин землі, з яких 1 075 десятин належало поміщикам, 404 десятини — селянам, 2 десятини — іншим прошаркам та 67 десятин — церкві. Село належало А. І. Кириловичу. Господарство вів сам поміщик, за трипільною сівозміною, як і селяни. В селі були церква, збудована 1787 року, церковно-парафіяльна школа, кузня, 2 водяні та 3 вітрові млини. Пожежний обоз складався з 4 бочок, 4 багрів та 4 відер.
У 1923 році включена до складу новоствореної Великочернявської сільської ради, яка 7 березня 1923 року увійшла до складу новоутвореного Ружинського району Бердичівської округи; адміністративний центр ради. Відстань до районного центру, містечка Ружин — 18 верст, до окружного центру в Бердичеві — 32 версти, до найближчої залізничної станції Козятин — 12 верст.
Під час організованого радянською владою Голодомору 1932—1933 років померло щонайменше 186 жителів села.
17 лютого 1935 року, відповідно до постанови Президії ВУЦВК «Про склад нових адміністративних районів Київської області», село, в складі сільської ради, включене до Вчорайшенського району Київської області.
На фронтах Другої світової війни воювали 204 селян, 104 з них загинули, 98 нагороджені орденами й медалями, в тому числі майора С. І. Кучерявого — орденом Леніна. У 1965 році на їх честь встановлено обеліск слави.
В радянські часи в селі розміщувалася центральна садиба колгоспу зерно-бурякового напряму. Господарство обробляло 1 669 га сільськогосподарських угідь, у тому числі 1 602 га ріллі, мало розвинуте тваринництво. 19 працівників нагороджені орденами й медалями СРСР. У селі були восьмирічна школа, клуб, бібліотека, медичний пункт, дитячі ясла, поштове відділення, магазин.
28 листопада 1957 року, внаслідок ліквідації Вчорайшенського району, село передане до складу Ружинського району Житомирської області. 5 березня 1959 року, відповідно до рішення Житомирського облвиконкому № 161 «Про ліквідацію та зміну адміністративно-територіального поділу окремих сільських рад області», територію та населені пункти Великочернявської сільської ради приєднано до складу Вільнопільської сільської ради Ружинського району. 30 грудня 1962 року, в складі сільської ради, село увійшло до Попільнянського району Житомирської області. 8 квітня 1963 року, відповідно до рішення Житомирського облвиконкому № 158 «Про перейменування деяких сільських рад і населених пунктів в районах області», с. Велика Чернявка перейменоване на Вишневе. 4 січня 1965 року, в складі сільської ради, увійшло до відновленого Ружинського району Житомирської області. 3 квітня 1967 року в селі утворено Вишнівську сільську раду Ружинського району.
12 червня 2020 року, відповідно до розпорядження Кабінету Міністрів України № 711-р «Про визначення адміністративних центрів та затвердження територій територіальних громад Житомирської області», територію та населені пункти Вишнівської сільської ради Ружинського району включено до складу Ружинської селищної територіальної громади Бердичівського району Житомирської області.

## Відомі люди
- Гаврилюк Йосип Федорович (1946—2024) — український поет, публіцист, краєзнавець.